# Moita dos Ferreiros
Moita dos Ferreiros é uma vila portuguesa que é sede da Freguesia de Moita dos Ferreiros do Município de Lourinhã, freguesia com 24,83 km² de área e 1671 habitantes (censo de 2021) tendo, assim, uma densidade populacional de 67,3 hab./km².
A povoação da Moita dos Ferreiros foi elevada à categoria de vila em 1999.

## Demografia
A população registada nos censos foi:
| Distribuição da População por Grupos Etários | Distribuição da População por Grupos Etários | Distribuição da População por Grupos Etários | Distribuição da População por Grupos Etários | Distribuição da População por Grupos Etários |
| -------------------------------------------- | -------------------------------------------- | -------------------------------------------- | -------------------------------------------- | -------------------------------------------- |
| Ano                                          | 0-14 Anos                                    | 15-24 Anos                                   | 25-64 Anos                                   | > 65 Anos                                    |
| 2001                                         | 237                                          | 249                                          | 845                                          | 409                                          |
| 2011                                         | 221                                          | 166                                          | 881                                          | 466                                          |
| 2021                                         | 218                                          | 164                                          | 801                                          | 488                                          |

## Lugares
Além da vila, fazem parte da freguesia as seguintes povoações ou lugares:
- Casal do Bom Sucesso
- Casal Campina
- Casal Cantarola
- Casal da Genoveva
- Casal da Mata
- Casal da Misericórdia
- Casal Moinho
- Casal Mulato
- Casal Novo
- Casal da Oliveira
- Casal da Seixosa
- Casal Torneiro
- Casal da Várzea
- Casal da Pinhôa
- Casal dos Montes Claros

## Património
- Igreja Matriz
- Fonte de Nossa Senhora da Conceição
- Vestígios mouriscos
- Santuário de Nossa Senhora da Misericórdia com decalque dos pés de Nossa Senhora e bicas de água envolventes
- Moinhos de Vento da aldeia da Pinhôa
- Fonte "Rastinho" no Lugar de Misericordia

## Coletividades
- Sociedade Lírica Moitense
- Sporting Clube Moitense
- Centro de Cultura e Recreio
- Associação Humanitária Moita dos Ferreiros
- Grupo de Jovens de Moita dos Ferreiros
- Liga dos Amigos do Santuário de Nossa Senhora da Misericórdia